# 프로크네
프로크네(Procne)는 그리스 신화에 나오는 아테네의 왕 판디온의 딸이다. 트라키아의 왕 테레우스의 아내가 되어 아들 이티스를 낳았다. 테레우스는 아테네가 다른 나라와 전쟁을 벌일 때 도와주고 그 대가로 판디온의 딸을 아내로 삼았다. 동생이 못 견디게 보고 싶다는 아내의 간청을 들어 주기 위하여 아테네로 간 테레우스는 필로멜라의 미모에 욕정을 품고 겁탈하고는 혀를 잘라 버렸다. 산속 오두막에 갇혀 지내던 필로멜라는 자신의 사연을 옷감에 수놓아 프로크네에게 알렸다. 테레우스의 거짓말로 죽은 줄로만 알았던 동생의 사연을 알게 된 프로크네는 남편 몰래 필로멜라를 왕궁으로 데려와 함께 복수할 것을 다짐하였다. 이 때 이티스가 나타나자 아비를 닮은 모습에 분노하여 죽인 뒤, 그 살로 요리를 해서 테레우스에게 먹였다.

## 같이 보기
- 구드룬